# Axel Kristensen
Axel Christian Kristensen f. Christensen (født 1. april 1895 i København, død 11. november 1971 på Frederiksberg) var en dansk politiker, minister og direktør.
Axel Kristensen var søn af en handelsgartner Mathias Peter Christensen og hustru Oline Hansigne (f. Hansen) fra København samt bror til Oluf Kristensen. Han blev i 1918 civilingeniør. I 1921 blev han driftsingeniør på Dansk Porcelænsfabrik. I 1929 blev han ansat ved Porcelænsfabrikken Norden, hvor han 1939 blev underdirektør. I 1944 blev han direktør for fabrikken og for Bing & Grøndahl.
I Bo Bojesens tegninger af Venstre-vikinger blev han derfor kaldt Axel Kummeklinker.
Han var folketingskandidat fra 1935, men først valgt i 1945 og sad frem til 1950. Han var igen medlem af Folketinget 1957-1966.
Da en del af handelsministeriet blev udskilt som et selvstændigt forsyningsministerium, blev han forsyningsminister i Ministeriet Knud Kristensen. Da Jens Villemoes trådte tilbage senere samme år, blev han kortvarigt handelsminister.